# 32261 Podlewskagaca
32261 Podlewskagaca este o planetă minoră (asteroid) din centura de asteroizi. A fost descoperită pe 29 iulie 2000 la Stația Anderson Mesa de Lowell Observatory Near-Earth-Object Search. 
Obiectul prezintă o orbită caracterizată de o semiaxă mare de 3,039817 UAi, o excentricitate de 0,09, o înclinație de 2,2678 ° în raport cu ecliptica.